# Bahung Kahean
Bahung Kahean is een bestuurslaag in het regentschap Simalungun van de provincie Noord-Sumatra, Indonesië. Bahung Kahean telt 1338 inwoners (volkstelling 2010).